# نیکون اف۷۵
نیکون اف۷۵ (به انگلیسی: Nikon F75) یک دوربین عکاسی ساخت شرکت نیکون است.